# Pronectria erythrinella
Pronectria erythrinella är en lavart som först beskrevs av William Nylander och fick sitt nu gällande namn av Rosalind Lowen. 
Pronectria erythrinella ingår i släktet Pronectria, och familjen Bionectriaceae. Arten är reproducerande i Sverige.